# Onthophagus immundus
Onthophagus immundus là một loài bọ cánh cứng trong họ Bọ hung (Scarabaeidae).